# Geranomyia recondita civica
Geranomyia recondita civica is een ondersoort van de tweevleugelige Geranomyia recondita uit de familie steltmuggen (Limoniidae). De soort komt voor in het Neotropisch gebied.